# Griot (món ăn)
Griot (tiếng Pháp: griot, tiếng Haitian Creole: griyo) là một món ăn có nguồn gốc từ Haiti. Nó bao gồm thịt nạc vai lợn ướp trong hỗn hợp nước ép cam quýt, được om và sau đó chiên ngập dầu. Nó thường được phục vụ trong các bữa tiệc. Griot, cùng với diri ak pwa wouj (đậu đỏ và gạo) được một số người coi là "món ăn quốc gia" của đất nước này.

## Từ nguyên
Từ "Griot" cũng có thể được đọc thành griyo hoặc grillots.

## Chuẩn bị
Griot thường được làm từ thịt nạc vai lợn. Đầu tiên, thịt được rửa sạch, sau đó cho vào hỗn hợp nước ép cam quýt để tăng thêm hương vị. Sau khi ngâm trong nước ép cam quýt, thịt được ướp trong epis, là hỗn hợp của các loại thảo mộc, rau và gia vị của Haiti. Tiếp theo, thịt được om hoặc nướng cho đến khi mềm. Chất lỏng nấu ăn được tạo ra được sử dụng để pha chế nước sốt đi kèm, được gọi là sòs ti-malis. Cuối cùng, thịt được chiên ngập dầu cho đến khi có màu vàng nâu và độ giòn. Griot hầu như luôn được phục vụ với pikliz cũng như cơm hoặc bannann peze.